# Naegleria gruberi
Naegleria gruberi es una especie de ameba flagelada del género Naegleria perteneciente al filo Percolozoa. Es famosa por su habilidad para cambiar de la forma ameboide (con un citoplasma carente de citoesqueleto de microtúbulos) a la flagelada (con un elaborado citoesqueleto de microtúbulos), incluyendo flagelos. Esta "transformación" incluye la síntesis de nuevos centriolos. Fue caracterizada en 1899. y experimentalmente se ha determinado que no es patogénica, en contraste con otras especies de este género, por ejemplo,  Naegleria fowleri.